# Zgniotkowate

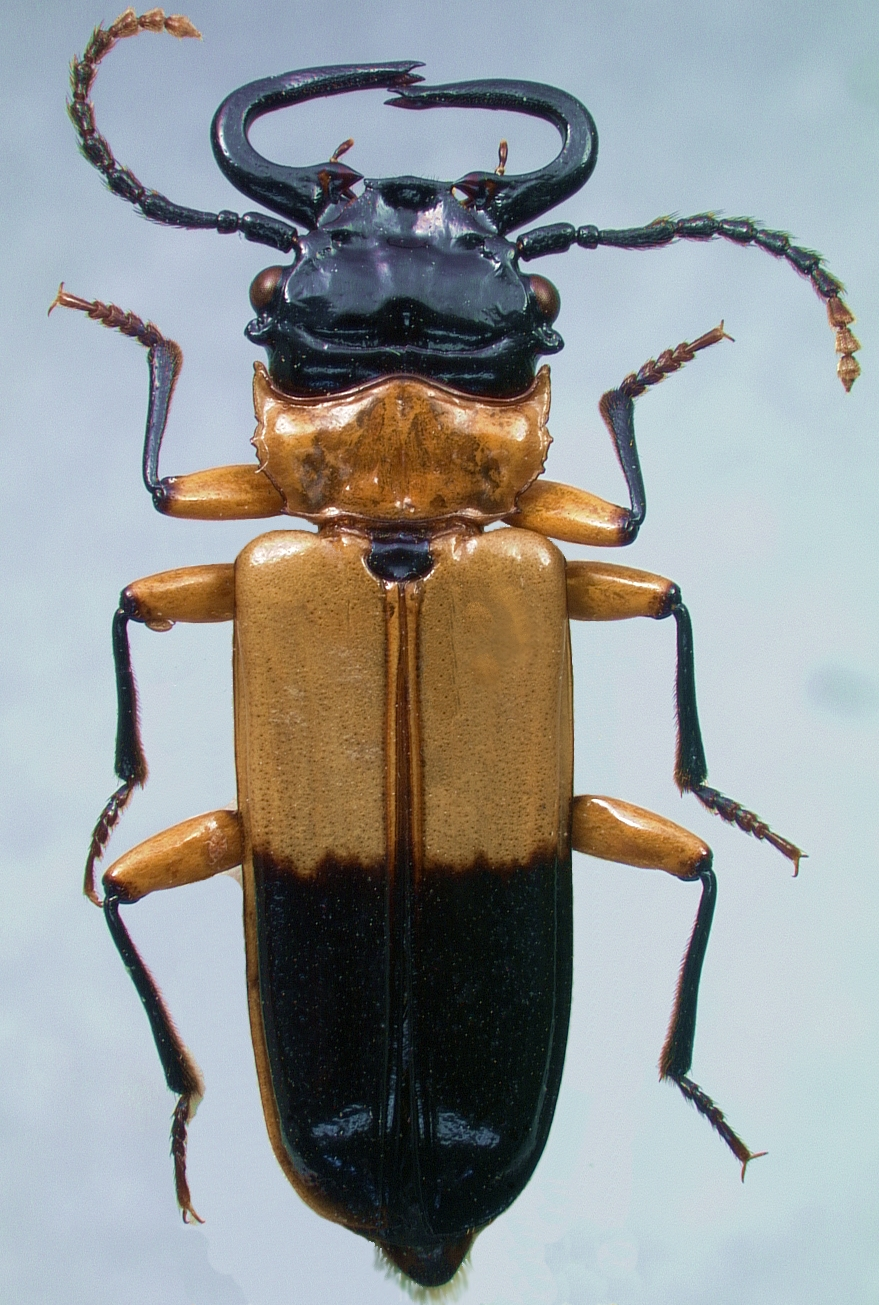
Palaestes abruptus

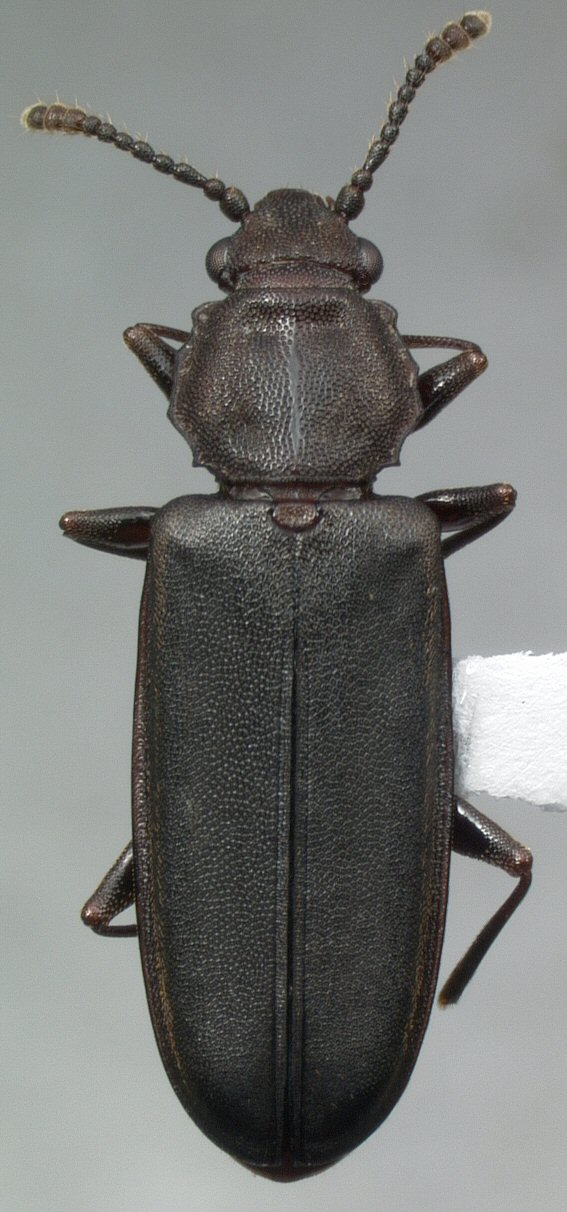
Pediacus major

Zgniotkowate (Cucujoidae) – rodzina chrząszczy z podrzędu wielożernych.

## Taksonomia
Rodzajem typowym jest rodzaj Cucujus.

## Zasięg występowania
Przedstawiciele zgniotkowatych występują na całym świecie z wyjątkiem Afryki. Najliczniejsze są w Holarktyce.
W Polsce 5 gatunków.

## Budowa ciała
Osiągają 6 – 25 mm długości. Ciało spłaszczone i wydłużone, tylny koniec pokryw zaokrąglony. W odwłoku pięć sternitów. Czułki złożone z 11 segmentów.

## Biologia i ekologia

### Biotop
Larwy oraz imago zwykle żyją pod korą martwych drzew.

### Odżywianie
Wszystkie stadia życiowe najprawdopodobniej polują na inne stawonogi.

## Systematyka
Do zgniotkowatych zaliczanych jest 60 gatunków zgrupowanych w 4 rodzajach:
- Cucujus
- Palaestes
- Pediacus
- Platisus

Dawniej, jako podrodziny, zaliczano do zgniotkowatych Laemophloeidae, Silvanidae i Passandrinae obecnie podniesione do rangi odrębnych rodzin.